# Eumenes cyrenaicus
Eumenes cyrenaicus är en stekelart som beskrevs av Blüthgen 1938. Eumenes cyrenaicus ingår i släktet krukmakargetingar, och familjen Eumenidae. Utöver nominatformen finns också underarten E. c. pseudogermanicus.